# Lala's Spa
Lala's Spa es una telenovela de comedia colombiana producida por RCN Televisión para Canal RCN. Es una historia original escrita por Héctor Moncada y Juan Manuel Cáceres. Está protagonizada por Isabella Santiago y Ricardo Mejía. Se estrenó el 6 de abril de 2021, y concluyó el 2 de agosto de 2021.

## Sinopsis
Lala es una atractiva y excepcional peluquera trans. Tiene magia en sus manos y, sobre todo, un ojo especial para encontrar la belleza en todo ser humano. Vivió en París, donde hizo su transición de Lalo a Lala, pero debe regresar a Colombia para ayudarle a su mamá a pagar las deudas que contrajo cuando convirtió su peluquería en Spa. Los vecinos del barrio, aún no se acostumbran a la nueva Lala. El único que se atreve a defenderla en la plaza de mercado es Francisco, un joven y apuesto corredor de bolsa, quien sin saber que Lala es trans, se enfrenta a un grupo de coteros para salvarla de ser agredida. Favor que luego le devuelve Lala, cuando Francisco termina enredado en un escándalo financiero. Francisco no es culpable de lo que lo acusan, y mientras logra demostrar su inocencia, debe esconderse en algún lugar en donde las autoridades jamás puedan encontrarlo, en el spa de Lala. Los hombres nunca han tomado en serio a Lala y ella sufre por su soledad, pero la llegada de Francisco cambiará todo. Ella le despierta profundos sentimientos, y él, acostumbrado a tener a todas las mujeres que se le antoja, ahora tendrá que permitirse amar a una mujer distinta a todas las demás.

## Reparto

### Principales
- Isabella Santiago como Lala Jiménez / Eduardo «Lalo» Jiménez[6]
- Ricardo Mejía como Francisco Ponce de León[6]
- Luly Bossa como Doña Nelcy[6]
- Mauricio Vélez como Javier Villegas «El Zar del Lulo»
- Cony Camelo como Cristina Castillo
- Carlos Hurtado como Felipe Gallego
- Zulma Rey como Ingrid Tatiana Chávez[6]
- Diana Belmonte como Mayoli «Mayo» Escocia[6]
- Ernesto Ballén como Kevin Armando Pinto Escorcia[6]
- Víctor David Tarazona como Juan Camilo Platz[6]
- Michelle Rouillard  como Carla Mendoza[6]
- Paola Moreno como Raquel Jaramillo «Raquelita»
- Fernando Arévalo como Don Salomón

### Secundarios e invitados
- Tatiana Ariza como Valentina Rincón
- Coraima Torres como María Claudia
- Danielle Arciniegas como Genoveva Rubio
- Kristina Lilley como Lucía Ponce de León
- Alejandro Gutiérrez como Fiscal Alberto Rodríguez Malo
- Pacho Rueda como Tribú[7]
- Carlos Carvajal como Martín Ponce de León
- Pedro Suárez como Moncada
- Ángel de Miguel como Manolo Borbón
- Diego León Ospina como Ceferino, esta fue la última producción en la que participó el actor antes de su muerte.[8][9]
- Erick Leonardo Cuellar como Freddy Sarmiento «Fresa»
- Paula Andrea Barreto como Brenda Hoyos Llano
- Germán Escallón como el Abogado Riquito
- Aco Pérez como Juan Carlos Troncoso «Juancho»
- Javier Gnecco Jr. como Fernando Rubio
- Juan Carlos Pérez Almanza como Solo Risas
- Daniel Rocha como Don Calzones

## Episodios
| N.º | Título                                                                 | Fecha de emisión original | Rating (puntos) |
| --- | ---------------------------------------------------------------------- | ------------------------- | --------------- |
| 1   | «Lala sorprende con su regreso a Colombia»                             | 6 de abril de 2021        | 6.8             |
| 2   | «Lala se entera de la verdad sobre Francisco»                          | 7 de abril de 2021        | 6.9             |
| 3   | «Lala habla con Francisco sobre sus intenciones»                       | 8 de abril de 2021        | 6.5             |
| 4   | «Mayo llega al barrio de Lala y Kevin la recibe»                       | 9 de abril de 2021        | 6.0             |
| 5   | «Francisco se entera de la verdad sobre Lala»                          | 12 de abril de 2021       | 6.3             |
| 6   | «Francisco se da cuenta de que JuanC le tendió una trampa»             | 13 de abril de 2021       | 5.7             |
| 7   | «Kevin se ve envuelto en problemas»                                    | 14 de abril de 2021       | 6.1             |
| 8   | «Francisco logra escapar de la polícia»                                | 15 de abril de 2021       | 6.1             |
| 9   | «Ingrid y Francisco le piden ayuda a Lala»                             | 16 de abril de 2021       | 6.6             |
| 10  | «Lala se entera de que Francisco se besó con Carla»                    | 19 de abril de 2021       | 6.2             |
| 11  | «Lala confronta a Francisco y le hace un fuerte reclamo»               | 20 de abril de 2021       | 5.8             |
| 12  | «Francisco le hace una interesante propuesta a Lala»                   | 21 de abril de 2021       | 4.8             |
| 13  | «A Lala le vuelve el alma al cuerpo»                                   | 22 de abril de 2021       | 5.7             |
| 14  | «Francisco sufre un accidente»                                         | 23 de abril de 2021       | 6.2             |
| 15  | «JuanC le da información a la Fiscalía sobre el paradero Francisco»    | 26 de abril de 2021       | 5.8             |
| 16  | «La Fiscalía llega al spa de Lala»                                     | 27 de abril de 2021       | 5.2             |
| 17  | «Lala le reclama a Francisco por tener varias mujeres»                 | 28 de abril de 2021       | 5.5             |
| 18  | «Francisco le da una dolorosa noticia a Lala»                          | 29 de abril de 2021       | 5.4             |
| 19  | «Francisco le rompe el corazón a Lala»                                 | 30 de abril de 2021       | 6.2             |
| 20  | «Lala es acusada de un supuesto robo»                                  | 3 de mayo de 2021         | 5.9             |
| 21  | «Francisco se da cuenta de que JuanC lo está traicionando»             | 4 de mayo de 2021         | 5.6             |
| 22  | «Francisco comienza a trabajar en el spa de Lala»                      | 5 de mayo de 2021         | 5.9             |
| 23  | «Genoveva se entera de la situación por la que está pasando Francisco» | 6 de mayo de 2021         | 6.2             |
| 24  | «Raquelita descubre la verdad sobre Francisco»                         | 7 de mayo de 2021         | 5.9             |
| 25  | «Lala está a punto de renunciar al spa»                                | 10 de mayo de 2021        | 5.8             |
| 26  | «Lala atraviesa por un mal momento»                                    | 11 de mayo de 2021        | 6.0             |
| 27  | «Lala vive una gran desilusión»                                        | 12 de mayo de 2021        | 6.1             |
| 28  | «La vida de Lala da un giro inesperado»                                | 13 de mayo de 2021        | 5.9             |
| 29  | «El romántico acercamiento entre Lala y Francisco»                     | 14 de mayo de 2021        | 6.4             |
| 30  | «Lala y Francisco salen a bailar»                                      | 18 de mayo de 2021        | 5.9             |
| 31  | «Francisco y Lala escapan de la Policía»                               | 19 de mayo de 2021        | 5.5             |
| 32  | «Francisco se reencuentra con Genoveva»                                | 20 de mayo de 2021        | 5.6             |
| 33  | «Francisco se rehúsa a sentir cosas por Lala»                          | 21 de mayo de 2021        | 6.3             |
| 34  | «Francisco se reúne con Fernando»                                      | 24 de mayo de 2021        | 6.1             |
| 35  | «JuanC trata de convencer a Ingrid para que invierta en la bolsa»      | 25 de mayo de 2021        | 5.6             |
| 36  | «Lala, Francisco e Ingrid organizan un plan en contra de Rubio»        | 26 de mayo de 2021        | 6.7             |
| 37  | «Lala vive un incómodo momento»                                        | 27 de mayo de 2021        | 6.6             |
| 38  | «Lala se reúne con JuanC»                                              | 28 de mayo de 2021        | 6.2             |
| 39  | «JuanC queda flechado con Lala y le hace una invitación especial»      | 31 de mayo de 2021        | 6.3             |
| 40  | «Lala y Francisco se unen para hacerle una jugada a JuanC»             | 1 de junio de 2021        | 6.5             |
| 41  | «La libertad de Francisco corre peligro»                               | 2 de junio de 2021        | 6.2             |
| 42  | «Lala vuelve a meter las manos al fuego por Francisco»                 | 3 de junio de 2021        | 4.9             |
| 43  | «Francisco recibe amenazas»                                            | 4 de junio de 2021        | 5.1             |
| 44  | «Lala vive un amargo momento»                                          | 8 de junio de 2021        | 5.9             |
| 45  | «Lala y Francisco se enteran del plan de Salomón y JuanC»              | 9 de junio de 2021        | 5.4             |
| 46  | «Lala a punto de descubrir la verdad sobre Francisco»                  | 10 de junio de 2021       | 6.8             |
| 47  | «Lala enfrenta a Francisco y le hace fuertes confesiones»              | 11 de junio de 2021       | 6.2             |
| 48  | «Gallego captura a Francisco»                                          | 15 de junio de 2021       | 6.1             |
| 49  | «Un viejo amor vuelve a la vida de Lala»                               | 16 de junio de 2021       | 5.2             |
| 50  | «La indiferencia de Lala afecta a Francisco»                           | 17 de junio de 2021       | 6.0             |
| 51  | «Francisco se lleva una desilusión al ver a Lala con otro hombre»      | 18 de junio de 2021       | 5.8             |
| 52  | «La emotiva despedida de Mayo y Kevin»                                 | 21 de junio de 2021       | 6.5             |
| 53  | «Lala celebra un nuevo logro en su vida»                               | 22 de junio de 2021       | 6.4             |
| 54  | «Francisco sorprende a Lala con su visita inesperada»                  | 23 de junio de 2021       | 7.0             |
| 55  | «Nelcy se entera de la verdadera identidad de Francisco»               | 24 de junio de 2021       | 5.7             |
| 56  | «Francisco le da la cara a Nelcy»                                      | 25 de junio de 2021       | 5.4             |
| 57  | «Lala recibe una inesperada visita»                                    | 28 de junio de 2021       | 6.0             |
| 58  | «Francisco comienza una nueva vida junto a Kevin y Mayo»               | 29 de junio de 2021       | 5.6             |
| 59  | «Villegas encuentra a Francisco»                                       | 30 de junio de 2021       | 5.6             |
| 60  | «Francisco se desahoga con Lala»                                       | 1 de julio de 2021        | 5.8             |
| 61  | «Francisco le hace una dura confesión a Ingrid»                        | 2 de julio de 2021        | 5.9             |
| 62  | «Se evidencia un romántico acercamiento entre Nelcy y Villegas»        | 6 de julio de 2021        | 6.3             |
| 63  | «Villegas besa a Nelcy»                                                | 7 de julio de 2021        | 6.1             |
| 64  | «Ingrid se sale con la suya y logra encontrar el comprobante»          | 8 de julio de 2021        | 6.0             |
| 65  | «Ingrid cambia sus cartas y se convierte en la rival de Francisco»     | 9 de julio de 2021        | 5.9             |
| 66  | «Villegas rapta a Francisco»                                           | 12 de julio de 2021       | 6.7             |
| 67  | «Lala encuentra a Francisco en un estado preocupante»                  | 13 de julio de 2021       | 6.3             |
| 68  | «Gallego le devuelve las esperanzas a Francisco»                       | 14 de julio de 2021       | 5.7             |
| 69  | «Kevin le pide matrimonio a Mayo»                                      | 15 de julio de 2021       | 5.8             |
| 70  | «Ingrid chantajea a JuanC y logra su cometido»                         | 16 de julio de 2021       | 5.9             |
| 71  | «Lala sufre un accidente de tránsito»                                  | 19 de julio de 2021       | 6.0             |
| 72  | «A la vida de Lala vuelve una persona importante»                      | 21 de julio de 2021       | 6.1             |
| 73  | «Mayo y Kevin dan el sí en el altar»                                   | 22 de julio de 2021       | 7.1             |
| 74  | «Capturan a Francisco»                                                 | 23 de julio de 2021       | 7.4             |
| 75  | «Francisco es trasladado a la cárcel»                                  | 26 de julio de 2021       | 6.1             |
| 76  | «Francisco le declara sus sentimientos a Lala»                         | 27 de julio de 2021       | 6.5             |
| 77  | «Lala se entera de que Manolo denunció a Francisco»                    | 28 de julio de 2021       | 6.4             |
| 78  | «El juicio de Francisco»                                               | 29 de julio de 2021       | 6.5             |
| 79  | «Juan C testifica a favor de Francisco»                                | 30 de julio de 2021       | 6.8             |
| 80  | «Francisco y Lala le dan una oportunidad al amor»                      | 2 de agosto de 2021       | 7.9             |

### Los BFF
El 8 de abril de 2021, RCN Televisión anunció el estreno de una serie web en paralelo a Lala's Spa titulada Los BFF. La serie se estrenó el 15 de abril de 2021 a través del sitio web de Canal RCN, y la cuenta oficial del canal en Youtube. La trama gira en torno a las aventuras y anécdotas de Francisco (Ricardo Mejía) y Juan C. Platz (Víctor David Tarazona).
| N.º | Título                            | Fecha de lanzamiento original |
| --- | --------------------------------- | ----------------------------- |
| 1   | «El ascensor»                     | 15 de abril de 2021           |
| 2   | «Situaciones random para gomelos» | 22 de abril de 2021           |
| 3   | «El gym – Parte 1»                | 29 de abril de 2021           |
| 4   | «Test para mejores amigos»        | 6 de mayo de 2021             |
| 5   | «Jueves de TBT»                   | 13 de mayo de 2021            |
| 6   | «Diccionario ñero»                | 20 de mayo de 2021            |
| 7   | «El gym – Parte 2»                | 27 de mayo de 2021            |
| 8   | «¿Quién es el más?»               | 3 de junio de 2021            |
| 9   | «En el party»                     | 10 de junio de 2021           |
| 10  | «Había una vez»                   | 17 de junio de 2021           |
| 11  | «Llamada de domingo»              | 24 de junio de 2021           |
| 12  | «La entrevista»                   | 1 de julio de 2021            |